# مدار ۶۲ درجه جنوبی
مدار ۶۲ درجه جنوبی، دایره‌ای از عرض جغرافیایی است که در ۶۲ درجهٔ جنوبی خط استوا  قرار دارد.

## گذر از مناطق
از نصف‌النهار مبدأ شروع می‌شود و به سمت مشرق ۶۲ درجه جنوبی از موارد زیر گذر می‌کند:
| مختصات‌ها                                           | کشور، قلمرو یا دریا | توضیحات                                                                                                |
| -------------------------------------------------- | ------------------- | --- |
| ۶۲°۰′ جنوبی ۰°۰′ شرقی / ۶۲٫۰۰۰°جنوبی ۰٫۰۰۰°شرقی    | اقیانوس منجمد جنوبی | South of the اقیانوس اطلس South of the اقیانوس هند South of the اقیانوس آرام South of the اقیانوس اطلس |
| ۶۲°۰′ جنوبی ۵۸°۳۶′ غربی / ۶۲٫۰۰۰°جنوبی ۵۸٫۶۰۰°غربی | جنوبگان             | King George Island, claimed by آرژانتین, شیلی and بریتانیا                                             |
| ۶۲°۰′ جنوبی ۵۷°۳۹′ غربی / ۶۲٫۰۰۰°جنوبی ۵۷٫۶۵۰°غربی | اقیانوس منجمد جنوبی | South of the اقیانوس اطلس                                                                              |